# Готфрид I фон Рандек
Готфрид I фон Рандек (на немски: Gottfried I. von Randeck; * пр. 1219; † сл. 1260) от швабския благороднически род фон Рандек, е господар на замък Рандек в Рейнланд-Пфалц.

## Произход и наследство
Той е най-големият син на Хайнрих I фон Рандек († 1219/1224) и съпругата му Лутрада († сл. 1207). Брат е на Вилхелм фон Рандек († сл. 1227), Гоцо фон Рандек († сл. 1260), Емерхо I фон Рандек († сл. 1250) и на Беатрикс фон Рандек, омъжена за Герхард I Кемерер фон Вормс (* пр. 1220; † сл. 1248).
Готфрид I фон Рандек наследява баща си през 1231 г. Той е прадядо на Еберхард фон Рандек († 1372), катедрален декан и избран за епископ на Шпайер.
Фамилията фон Рандекизмира по мъжка линия с Адам фон Рандек през 1537 г. Наследена е от роднините ѝ Льовенщайн наречени Рандек (измряла 1664) и фон Фльорсхайм, в която се е омъжила последната дъщеря наследничка.

## Фамилия
Готфрид I фон Рандек се жени за де Валтекин/Валдек, дъщеря на Рудолфус де Валтекин/Валдек (* пр. 1219; † сл. 1224). Те имат четири деца:
- Хайнрих II фон Рандек († сл. 1275), има четири сина
- Йохан I фон Рандек (* пр. 1268; † 1298), рицар, женен за Беатрикс фон Еренберг (* пр. 1269; † сл. 1280), има шест сина
- Готфрид II фон Рандек (* пр. 1276; † 1292), женен за Бертрада фон Щайн-Каленфелс (* пр. 1316; † сл. 1346), няма деца
- дъщеря фон Рандек, омъжена за Вилхелм Лето фон Алцай, няма деца